# The Expendables 3
The Expendables 3 is een Amerikaanse film uit 2014 onder regie van Patrick Hughes. De film is het vervolg op The Expendables 2 uit 2012 en de derde film in de reeks.

## Verhaal
The Expendables onder leiding van Barney Ross (Sylvester Stallone) en de leden Lee Christmas (Jason Statham), Gunnar Jensen (Dolph Lundgren) en Toll Road (Randy Couture) bevrijden voormalig lid Doctor Death (Wesley Snipes), een messenspecialist en teamdokter, uit een rijdende trein tijdens zijn overdracht naar een militaire gevangenis. Vervolgens werven The Expendables Docter Death voor hun missie. Zij moeten een lading bommen, een levering aan een krijgsheer in Somalië, onderscheppen. 
Nadat zij ter plekke arriveren voegt Hale Caesar (Terry Crews) zich bij hen. Hij leidt hen naar het ontmoetingspunt. Om ongezien dichter bij het doelwit te komen, schakelt Doctor Death enkele vijanden uit. Vervolgens biedt hij het team de gelegenheid om in een zeecontainer te stappen waardoor ze dichterbij komen. Tot zijn grote verbazing ontdekt Ross dat de wapenhandelaar niemand anders is dan Conrad Stonebanks (Mel Gibson), mede-oprichter van The Expendables en tevens voormalig lid die zich distantieerde van de groep door zijn buitensporig gedrag, waarvan hij denkt dat hij niet meer leeft. In het daaropvolgende vuurgevecht ziet het team zich gedwongen om zich terug te trekken als gevolg van Stonebanks zijn geavanceerde wapens. Caesar raakt ernstig gewond.
Terug in de Verenigde Staten geeft CIA-agent Max Drummer (Harrison Ford), de Expendables 'missies manager, Ross een missie om Stonebanks te vangen om hem naar het  Internationaal Strafhof in Den Haag te brengen om te worden berecht voor oorlogsmisdaden. Zichzelf de schuld gevende voor de verwondingen van Caesar, ontbindt Ross de Expendables. Hij wil niet dat zijn team de dood vindt door zijn toedoen en vertrekt vervolgens naar Las Vegas. In Las Vegas schakelt hij de gepensioneerde huurling Bonaparte (Kelsey Grammer) in voor zijn zoektocht naar een nieuw team van jonge huurlingen om Stonebanks te vangen. Ross werft de ex-marinier John Smilee (Kellan Lutz), nachtclub uitsmijter Luna (Ronda Rousey), computerdeskundige Thorn (Glen Powell) en wapenexpert Mars (Victor Ortiz). De bekwame scherpschutter Galgo (Antonio Banderas) wil ook graag toetreden tot het team, maar Ross weigert. Het nieuwe team ontmoet Ross zijn 'rivaal' Trench Mauser (Arnold Schwarzenegger), waar Trench aan Ross een wederdienst bewijst. Trench traceerde Stonebanks in Roemenië waar hij is voor een wapentransactie. Ross en zijn nieuwe team vangen Stonebanks door in het kantoorgebouw, dat Stonebanks gebruikt voor zijn wapentransactie, te infiltreren. Tijdens de ontsnapping achterhaalt Stonebanks zijn team hen. Een door hen afgevuurde raket werpt Ross in een lager gelegen rivier. Stonebanks en zijn team nemen Smilee, Luna, Thorn en Mars gevangen.
Stonebanks stuurt Ross een video, waarin hij Ross uitdaagt om hem te pakken en geeft zijn locatie in Uzmenistan. Tijdens de voorbereiding om Smilee, Luna, Thorn en Mars in zijn eentje te redden, biedt Galgo opnieuw zijn diensten aan. Deze keer stemt Ross ermee in en geeft hem een kans. Nadat Ross het vliegtuig de hangar uitrijdt, staat zijn voormalige team hem in de weg. Ross verzoent zich met hen en gezamenlijk vormen zij wederom The Expendables en gaan zij op pad om de anderen te redden.
Nadat The Expendables het gebouw binnendringen en met succes de jongere huurlingen redden, krijgen zij van Stonebanks te horen dat hij in het gehele gebouw explosieven plaatste. Het lukt Thorn om het signaal te blokkeren met een stoorzender waardoor het aftellen stopt. Als reactie hierop laat Stonebanks de strijdkrachten van Uzmenistan op volle sterkte het gebouw aanvallen met inbegrip van tanks en gevechtshelikopters. Drummer en Mauser komen, samen met voormalig Expendables-lid Yin Yang (Jet Li), in een helikopter aanvliegen en helpen Ross en de anderen. De nieuwe, en de ervaren leden van The Expendables overwinnen hun vijandigheid tegenover elkaar en werken samen om Stonebanks zijn mannen te doden. Wanneer het leger van Stonebanks een tweede aanvalsgolf begint, landt Drummer op het gebouw om het team te evacueren. Stonebanks valt Ross aan wat uitmondt in een man-tegen-mangevecht. Ross doodt hem. Vervolgens raken de batterijen van de stoorzender leeg en begint het gehele gebouw te trillen en in te storten door de explosies. Ross kan zich ternauwernood redden. Iedereen is veilig in de helikoper en Drummer brengt hen allen in veiligheid.
Caesar herstelde van zijn wonden, en Ross aanvaardt officieel Galgo, Smilee, Luna, Thorn en Mars in het team. Ze zijn allemaal aanwezig om het te vieren in een bar.

## Rolverdeling
- Sylvester Stallone als Barney Ross
- Jason Statham als Lee Christmas
- Antonio Banderas als Galgo
- Jet Li als Yin Yang
- Wesley Snipes als Doctor Death
- Dolph Lundgren als Gunner Jensen
- Randy Couture als Toll Road
- Kelsey Grammer als Bonaparte
- Terry Crews als Hale Caesar
- Ronda Rousey als Luna
- Kellan Lutz als John Smilee
- Glen Powell als Thorn
- Victor Ortiz als Mars
- Robert Davi als Goran Vata
- Mel Gibson als Conrad Stonebanks
- Harrison Ford als Max Drummer
- Arnold Schwarzenegger als Trench Mauser

## Trivia
- In een vuurgevecht in Uzmenistan, waar de basis van Stonebanks staat, zegt Trench (gespeeld door Arnold Schwarzenegger) "Get to the chopper". Dit verwijst naar de film Predator, waarin Schwarzenegger de hoofdrol speelt als 'Dutch' Schaeffer.